# رافائل فن در فارت
رافائل فردیناند فن در فارت (هلندی: Rafael Ferdinand van der Vaart؛ زادهٔ ۱۱ فوریهٔ ۱۹۸۳) بازیکن فوتبال پیشین اهل هلند است.

## باشگاهی
از باشگاه‌هایی که در آن بازی کرده‌است می‌توان به آژاکس، هامبورگ، رئال مادرید، تاتنهام هاتسپر، رئال بتیس و میدیولن اشاره کرد.

## تیم ملی
فن در فارت همچنین ۱۰۹ بار بین سال‌های ۲۰۰۱ تا ۲۰۱۳ برای تیم ملی فوتبال هلند به میدان رفته‌است.
او در سال ۲۰۰۳ جایزه پسر طلایی را دریافت کرد و به نخستین کسی تبدیل شد که این جایزه را از آن خود کرده‌است.

## افتخارات

### باشگاهی
آژاکس
- لیگ برتر فوتبال هلند: ۰۲–۲۰۰۱، ۰۴–۲۰۰۳
- جام حذفی فوتبال هلند: ۰۲–۲۰۰۱
- جام یوهان کرایف: ۲۰۰۲

هامبورگ
- جام اینترتوتو: ۲۰۰۵، ۲۰۰۷

رئال مادرید
- سوپر جام فوتبال اسپانیا: ۲۰۰۸

### ملی
هلند
- جام جهانی فوتبال نایب قهرمان: ۲۰۱۰

### فردی
- استعداد آینده باشگاه فوتبال آژاکس آمستردام: ۱۹۹۹
- استعداد سال باشگاه فوتبال آژاکس: ۲۰۰۰
- بازیکن سال باشگاه فوتبال آژاکس: ۲۰۰۱
- استعداد سال آمستردام: ۲۰۰۰
- بازیکن سال آمستردام: ۲۰۰۱
- ارزشمندترین بازیکن تورنومنت آمستردام: ۲۰۰۱
- جایزه یوهان کرایف: ۲۰۰۱
- استعداد سال اروپا: ۲۰۰۲
- پسر طلایی: ۲۰۰۳
- بازیکن ماه بوندس‌لیگا: سپتامبر ۲۰۰۵
- بازیکن ماه لیگ برتر فوتبال انگلستان: اکتبر ۲۰۱۰[۵]